# El derecho de la guerra según los últimos progresos de la civilización

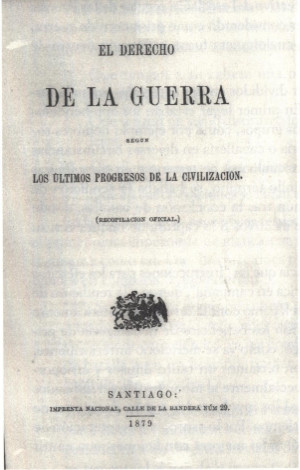
El derecho de la guerra según los últimos progresos de la civilización, 1879.

El opúsculo El derecho de la guerra según los últimos progresos de la civilización fue editado por el gobierno de Chile el año 1879 poco antes de terminar la Campaña de Tarapacá, la primera de la Guerra del Pacífico y distribuido a la oficialidad del Ejército y la Armada para servir de guía en su accionar durante las operaciones militares.
El libro tiene 62 páginas y Diego Barros Arana escribió en 1881 sobre la compilación:: 115 
No le bastó [a Chile] para esto el declarar que se adhería a las resoluciones del congreso de Jinebra sobre hospitales de sangre, heridos i prisioneros, reglamentando conveniente i liberalmente este servicio, como antes había declarado que no emplearía los corsarios en la guerra (1), sino que hizo recopilar en un pequeño libro todas las disposiciones i declaraciones con que en los últimos veinticinco años se han querido limitar los horrores de la guerra. Ese libro fue igualmente distribuido a los oficiales del ejército i de la escuadra para que en todo caso reglasen su conducta a esas disposiciones (2). El gobierno chileno quería evitar todos los daños innecesarios, toda efusión de sangre inútil, i su perseverancia ha conseguido, como lo veremos mas adelante, realizar casi siempre estos nobles propósitos.
En el pie de página (2) añadió:
(2) El opúsculo a que nos referimos lleva este título: El derecho de la guerra según los últimos progresos de la civilización Santiago, 1879; contiene 1º Las declaraciones del congreso internacional de Bruselas de 1874; 2º La declaración de San Petersburgo de 1868; 3º Las declaraciones de la convención internacional de Jinebra de 1864, con los artículos adicionales de 1868; i 4º Las instrucciones para los ejércitos de los Estados Unidos en campaña. — Los jefes i oficiales del ejército de Chile tuvieron encargo de respetar estas declaraciones como código de guerra.
Sergio Villalobos sostiene que la recopilación contenía disposiciones a veces concordantes, pero a veces contradictorias.: 158 
Aníbal Echeverría y Reyes lo nombra en su Ensayo de una biblioteca chilena de legislación y jurisprudencia de 1891.